# Виткевич, Ян Викторович
Ян Ви́кторович Витке́вич (пол. Jan Prosper Witkiewicz) (24 июня 1808, Пашяуше — 9 мая 1839, Санкт-Петербург) — российский офицер, востоковед, путешественник, первый посланник России в Кабуле.
Виткевич — дядя великого польского художника, архитектора, искусствоведа и писателя Станислава Виткевича (отца Стани́слава Игна́ция Витке́вича).

## Биография
Родился 24 июня 1808 года в мелкопоместной дворянской литовской семье в местечке Пашяуше. Учился в гимназии в Кражяй.
В 1823 году за участие в тайной польской, антиправительственной организации «Чёрные братья» был приговорён судом к сдаче в солдаты «без выслуги лет».
С марта 1824 года начал службу рядовым в Орской крепости в 5-м линейном батальоне Отдельного Оренбургского корпуса.
Благодаря хорошим способностям к языкам, свободно говорил на немецком, английском, французском, польском и русском; в короткое время овладел персидским (фарси) и наречиями тюркских языков (узбекский, киргизский, чагатайский).
В 1829 году познакомился с известным немецким учёным и путешественником Александром Гумбольдтом, у которого он пробыл некоторое время переводчиком во время путешествия Гумбольдта по России. По ходатайству Гумбольдта перед военным губернатором в Оренбурге и властями в Санкт-Петербурге, был в 1830 году произведён в унтер-офицеры.
В 1831 году был переведён в Оренбург в Оренбургскую пограничную комиссию, а в мае 1832 года ему было присвоен чин портупей-прапорщика. Помимо обязанностей переводчика (в 1832 году в качестве переводчика сопровождал путешествовавшего по Оренбургскому краю немецкого ботаника Лессинга), выполнял поручения разведывательно-дипломатического характера. По поручению председателя Оренбургской пограничной комиссии Г. Ф. Генса был направлен вглубь Киргиз-кайсацкой (Казахской) степи для разбора взаимных претензий между киргиз-кайсацкими (казахскими) родами. Во время этой поездки собрал полезные сведения о географии этих мест и нравах местного населения. В качестве офицера также участвовал в вооруженных столкновениях с приграничными бандитскими шайками киргиз-кайсаков.
9 ноября 1835 года отбыл с одним из торговых караванов из Орской крепости в степь, и 2 января 1836 года прибыл в Бухару. Известный русский востоковед Н. А. Халфин, занимавшийся изучением деятельности Виткевича как дипломата, на основании документальных свидетельств о маршруте следования последнего писал, что тот и не намеревался задерживаться в Киргиз-кайсацких степях, а сразу направился в Бухару. Сам же Виткевич указывал: «…назначение моё ограничивалось пределами степи, но обстоятельства принудили меня проникнуть далее и побывать даже в самой Бухарии».
В Бухаре Виткевич занимался сбором информации политического характера о положении дел в Центральной Азии, о взаимоотношениях между Кокандским, Хивинским ханствами и Бухарским эмиратом, о взглядах их правителей на Россию, о «британских устремлениях в Средней Азии». Подробное изложение всего выполненного Виткевичем в Бухаре приводится в материалах, названных «Записка, составленная по рассказам Оренбургского линейного батальона № 10 прапорщика Виткевича, относительно его пути в Бухару и обратно» и написанных известным русским лексикографом В. И. Далем, хранящихся в Российском государственном военно-историческом архиве.
В Бухаре встретился и имел беседу с находившимся там в тот момент английским политическим агентом Низаметдином, собиравшим разведданные для Великобритании.
Вел сложные переговоры с чиновниками бухарского эмира по широкому кругу вопросов, в том числе требовал выдачи находящихся в неволе в Бухаре русских пленников, а также обсуждал перспективы русско-бухарских отношений и торговли
В Бухаре встретил посланца афганского эмира Дост-Мухамед-шаха — Гусейна Али, которого сопроводил потом в Оренбург, в который они прибыли 18 апреля 1836 года, а затем в Санкт-Петербург 2 июля 1836 года. После прибытия из Бухары стал адъютантом генерала, оренбургского губернатора Василия Алексеевича Перовского.
В Санкт-Петербурге был переводчиком во время секретных переговоров посланца афганского эмира с русскими властями, которые продолжались до мая 1837 года.
В 1837 году был направлен через Тифлис и Персию с дипломатической миссией в Афганистан. В Персии он был принят русским послом графом Симоничем, сторонником политики поддержки Дост-Мухаммед-шаха в его борьбе с британцами, и уже из Тегерана Виткевич в сопровождении казачьего конвоя тайно направился в Афганистан.
По дороге в Кабул случайно встретился с английским офицером и разведчиком Генри Роулинсоном, который сообщил английским спецслужбам о направлявшемся в Кабул русском посланнике. В Кабул прибыл в конце 1837 года.
В Кабуле познакомился с английским разведчиком и дипломатом Александром Бёрнсом, который возглавлял английскую дипломатическую миссию при дворе афганского эмира. Ему удалось склонить симпатии афганского эмира Дост-Мухамед-шаха в пользу России вопреки противодействию Александра Бёрнса, имевшего прямо противоположную задачу.
В связи с осадой персами Герата Виткевич должен был способствовать примирению внутри афганской правящей элиты и убедить афганцев в необходимости заключения с Персией мирного договора.
Однако успешные переговоры Виткевича в Кабуле были прерваны под давлением правительства Великобритании. Не желая обострения русско-английских отношений, российское правительство отозвало Виткевича из Кабула и отказалось признать заключённый им договор. Вскоре после этого Великобритания начала первую англо-афганскую войну, целью которой являлось свержение эмира Афганистана Дост-Мухамед-шаха.
1 мая 1839 года прибыл в Санкт-Петербург со всеми материалами, собранными в своем путешествии в Афганистан, и остановился в гостинице «Париж» на Малой Морской улице.
Утром 9 мая 1839 года был найден мёртвым в своём номере. На полу находился пистолет, выстрелом в голову из которого он был убит, а в камине — куча пепла от сожжённой бумаги. Документов, привезённых им с собой, нигде найдено не было. Осталась предсмертная записка, адресованная друзьям.
Официально считается, что Виткевич покончил с собой, а привезенные с собой бумаги сжёг. Считалось, что самоубийство было совершено им на почве «угрызений совести», вызванных его служением царскому правительству, против которого он как польский инсургент собирался бороться в молодости.
Однако версия самоубийства у многих вызывает большие сомнения, поэтому выдвигалась также версия его убийства — по причинам, связанным с его служебной деятельностью.
Убедительных доказательств ни одной из версий не существует.

## Влияние на культуру
- Юлиан Семёнов посвятил личности Виткевича свою повесть «Дипломатический агент» (1958 год), в этой связи Виткевич увековечен в тексте мемориальной доски Ю.С. Семенову на здании госархива в Оренбурге.
- Ян Виткевич также является главным героем книги Михаила Гуса «Дуэль в Кабуле».
- Ян Виткевич является главным героем исторической миниатюры Валентина Пикуля «Опасная дорога в Кабул»
- Ян Виткевич является прототипом главного героя, русского офицера, поручика Алексея Налымова в кинофильме «Служа Отечеству» (1981 год), роль исполнил Тимофей Спивак.
- Ян Виткевич является главным героем документального фильма «Я, как пламя свечи ...» Архивная копия от 7 ноября 2014 на Wayback Machine (2014 год), реж. Сергей Стафеев
- Виткевич является героем произведения Н. А. Халфина «Возмездие ожидает в Джагдалаке. Победные трубы Майванда».